# Paracheilinus togeanensis
 Paracheilinus togeanensis és una espècie de peix de la família dels làbrids i de l'ordre dels perciformes.

## Hàbitat
És una espècie marina de clima tropical.

## Distribució geogràfica
Es troba a Indonèsia.